# George Dangerfield
George Dangerfield (Newbury, 28 ottobre 1904 – Santa Barbara, 27 dicembre 1986) è stato un giornalista e storico inglese, redattore letterario di Vanity Fair dal 1933 al 1935.
È principalmente noto per il suo libro The Strange Death of Liberal England (1935), uno studio del rapido declino del Partito Liberale nel Regno Unito negli anni dal 1910 al 1914. 
Nel 1953 vinse i premi Pulitzer e Bancroft grazie al suo The Era of Good Feelings.

## Opere
- Bengal Mutiny: The Story of the Sepoy Rebellion (1933)
- The Strange Death of Liberal England (1935) [2]
- Victoria's Heir: The Education of a Prince (1941)
- The Era of Good Feelings (1952) [3]
- Chancellor Robert R. Livingston of New York 1746-1813 (1960)
- The Awakening of American Nationalism 1815-1828 (1965) [4]
- The Damnable Question: A Study of Anglo-Irish Relations (1976) [5]